# IC 1129
IC 1129 ist eine Spiralgalaxie vom Hubble-Typ Sc im Sternbild Ursa Minor am Nordsternhimmel. Sie ist schätzungsweise 300 Mio. Lichtjahre von der Milchstraße entfernt und hat einen Durchmesser von etwa 95.000 Lj.
Das Objekt wurde am 13. Juli 1887 von Edward D. Swift entdeckt.